# Andrena segregata
Andrena segregata är en biart som beskrevs av Osytshnjuk 1982. Andrena segregata ingår i släktet sandbin, och familjen grävbin. Inga underarter finns listade i Catalogue of Life.